# Hephaestus obtusifrons
Hephaestus obtusifrons is een straalvinnige vissensoort uit de familie van de tijgerbaarzen (Terapontidae). De wetenschappelijke naam van de soort is voor het eerst geldig gepubliceerd in 1977 door Mees & Kailola.